# Bernhard de Huet
Bernhard de Huet, auch: von Hutten (* 1630 in der Schweiz; † 15. Juni 1698 in Magdeburg) war kurbrandenburgischer Generalmajor und zuletzt Kommandant der Festung Magdeburg.

## Leben

### Militärkarriere
Im Jahr 1666 wurde er Kapitän der kurbrandenburgischen Garde. Während des Krieges von 1672/79 nahm er am Feldzug zum Rhein teil. Er kämpfte im Elsass gegen die Franzosen und gegen die Schweden in der Schlacht bei Fehrbellin. Daran schloss sich die Belagerung von Stettin und der Feldzug nach Preußen an. Bei den Kämpfen um Anklam wurde Huet schwer verletzt. Am 14. November 1678 wurde er Oberstleutnant sowie am 20. Februar 1679 erster Kommandeur des neuerrichteten Regiments „Zieten“. Der Große Kurfürst ernannte ihn dann am 17. Mai 1682 zum Kommandanten der Festung Minden. Am 5. August 1688 wurde Huet Oberst und am 6. September 1688 als Kommandant nach Magdeburg versetzt. Am 1. Juli 1694 stieg er zum Generalmajor auf und kommandierte eine Freikompanie, bevor er am 15. Juni 1698 in Magdeburg verstarb.
Für 1697 ist belegt, dass er ein Gebäude an der Großen Marktstraße in Magdeburg erwarb.

### Familie
Huet heiratete am 27. Oktober 1692 in Halberstadt im Beisein und dem Wunsche seines Fürsten gemäß eine Kolb von Wartenberg, Schwester des kurbrandenburgischen Ministers Johann Kasimir Kolb von Wartenberg. Das Paar hatte eine Tochter namens Katharina Elisabeth. Diese heiratete den Oberstleutnant Friedrich Moritz von Bequer (auch: Becker). Nach dessen Tod heiratete sie am 3. April 1713 den Oberst Noel de Artois de Bequinolle. Deren gemeinsamer Sohn war der Oberst Johann Leonhard d’Artois von Bequignolle, der im Siebenjährigen Krieg als Freikorpsführer bekannt wurde.